# Smicridea dispar
Smicridea dispar är en nattsländeart som först beskrevs av Banks 1905.  Smicridea dispar ingår i släktet Smicridea och familjen ryssjenattsländor. Inga underarter finns listade i Catalogue of Life.